# Craon (Vienne)
Craon – miejscowość i gmina we Francji, w regionie Nowa Akwitania, w departamencie Vienne.
Według danych na rok 1990 gminę zamieszkiwały 213 osoby, a gęstość zaludnienia wynosiła 10 osób/km² (wśród 1467 gmin regionu Poitou-Charentes Craon plasuje się na 785. miejscu pod względem liczby ludności, natomiast pod względem powierzchni na miejscu 354.).